# Mary Tudor: An Historical Drama

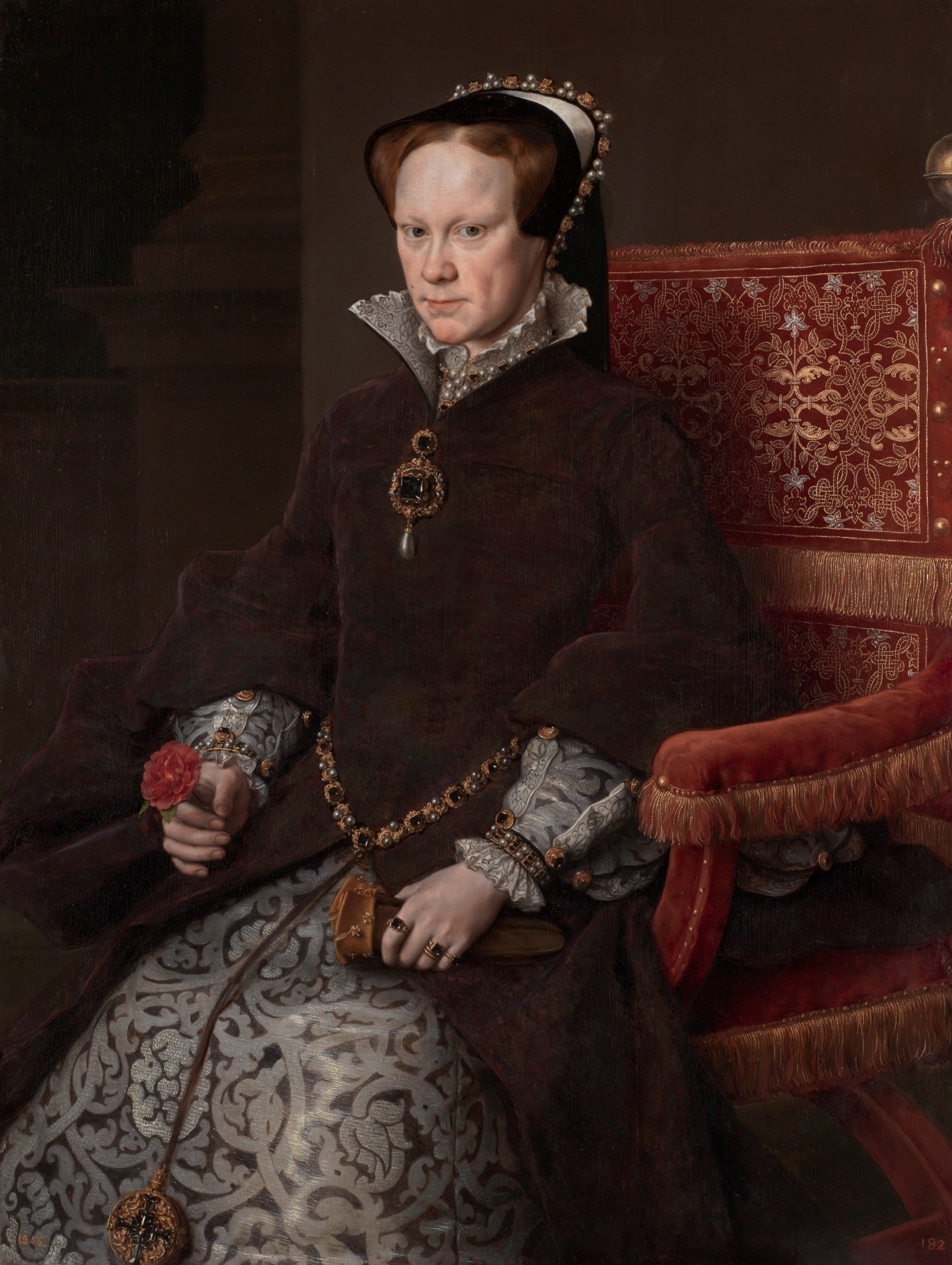
Maria I Tudor

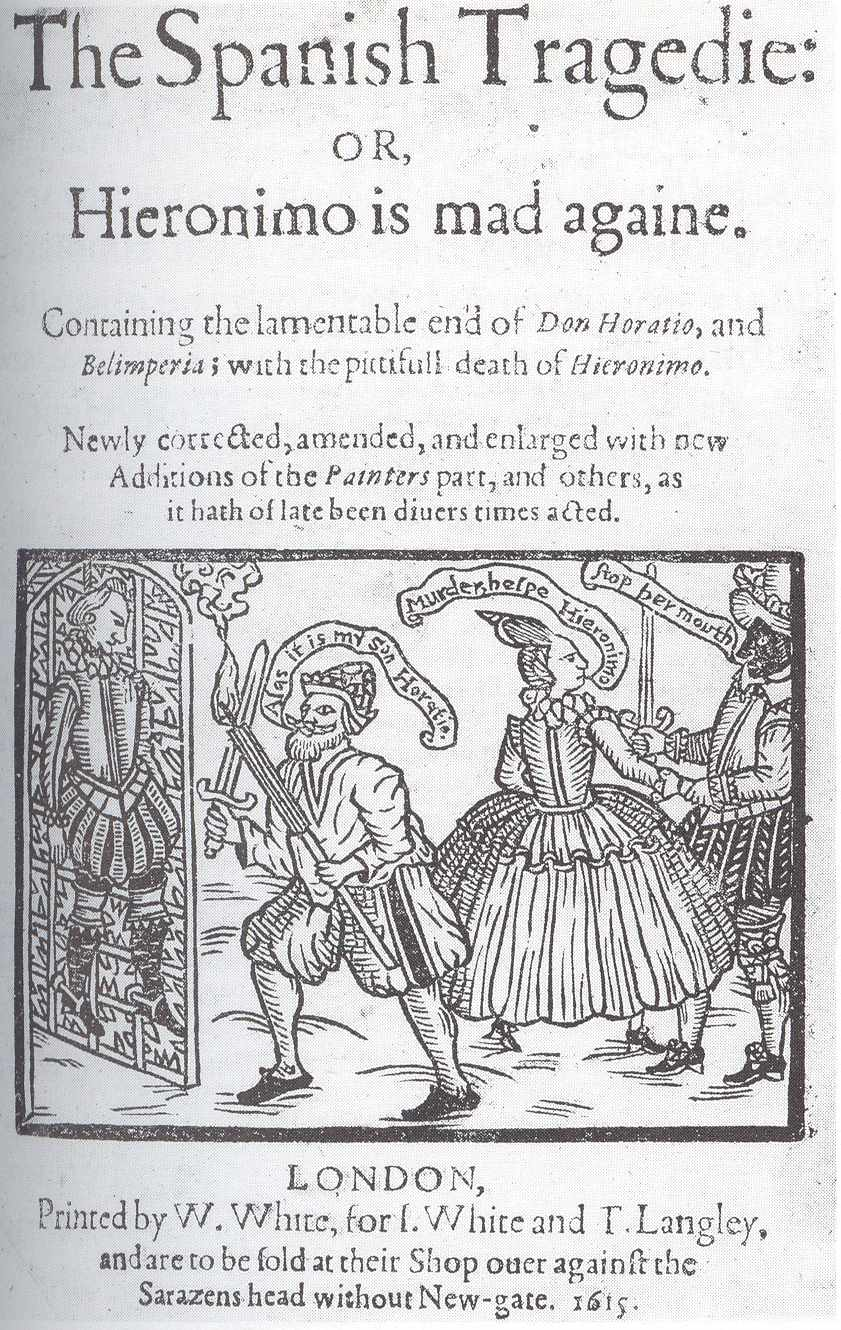
"Tragedia hiszpańska" Thomasa Kyda była jedna z pierwszych sztuk, w których zastosowano z powodzeniem blank verse

Mary Tudor: An Historical Drama – sztuka teatralna irlandzkiego poety i dramaturga Aubrey de Vere’a (1788-1846), ojca Aubreya Thomasa de Vere’a, opublikowana pośmiertnie w 1847, a następnie wznowiona w 1884. Ma charakter kroniki dramatycznej. Opowiada o panowaniu angielskiej królowej Marii I Tudor, zwanej Krwawą. Dramat został napisany wierszem białym (blank verse), czyli nierymowanym pentametrem jambicznym, to znaczy sylabotonicznym dziesięciozgłoskowcem, w którym akcenty padają na parzyste sylaby wersu. Użycie tego rodzaju wiersza w dramacie o szesnastowiecznej monarchini jest o tyle naturalne, że właśnie wtedy bezrymowy pięciostopowy jamb zaczął być stosowany, najpierw w przekładzie rzymskiej epiki, a potem na scenie elżbietańskiej. Amerykański krytyk William Macneile Dixon, autor eseju The Poetry of the De Veres, był zdania, że biały wiersz Aubrey de Vere’a jest w większym stopniu dramatyczny niż to metrum w utworze Alfreda Tennysona na ten sam temat. Oba dzieła były zresztą porównywane nie jeden raz.
How can it be? But one short month it seems
Since I beheld him on his jennet's back,
With hawk on wrist, his bounding hounds beside,
Charge up the hill side through the golden gorse,
Swallowing the west wind, till his cheeks glowed out
Like ripened pears. The whirring pheasant sprang
From the hedged bank; and, with a shout, in air
The bright boy tossed his falcon; then with spur
Pressed to his jennet's flank, and head thrown back,
And all the spirit of life within his eye
And voice, he drew not rein, till the spent quarry
Lay cowering 'neath the hawk's expanded wings.